# Dicranomyia gemina
Dicranomyia gemina là một loài ruồi trong họ Limoniidae. Chúng phân bố ở miền Australasia.